# Musée estonien de la santé
Le musée estonien de la Santé (en estonien : Eesti Tervisemuuseum) est un musée sur la santé à Tallinn en Estonie,.

## Présentation
Le musée est situé à l'adresse Lai tänav 28 et 30,.
Le musée  a été fondée en 1921 à Tartu , a été fermé dans les années 1950 et rouvert en 1980.
Le musée rassemble et expose des documents sur l'histoire médicale estonienne, tels que des photos, des gravures et des instruments.
Les salles thématiques suivantes sont situées au premier étage du musée : peau, squelette et muscles, circulation sanguine, circulation lymphatique, glandes lacrymales internes, système immunitaire, système respiratoire, système nerveux et sens, nutrition, dents, système digestif et excréteur, cellules.
Les salles thématiques suivantes sont situées au deuxième étage : Histoire de la médecine estonienne, histoire de l'hygiène, grossesse et accouchement, sexualité, substances addictives et durée de vie humaine.